# Петрашень, Георгий Иванович
Георгий Иванович Петраше́нь (5 августа 1914, Череповец — 2004, Санкт-Петербург) — советский и российский математик и физик-теоретик, лауреат Государственной премии СССР, специалист в области математической физики, основатель ленинградской школы дифракции.

## Биография
Родился в семье инженера путей сообщения и англичанки, имел нескольких братьев и сестёр, сестра Мария Петрашень (1906—1977) стала известным математиком.
В 1924 году семья переехала в Ленинград.
В 1931 году окончил школу, поступил на заочное отделение физического факультета Ленинградского государственного университета и стал работать в лаборатории исследования грунтов Н. П. Пузыревского, в 1933 году перевёлся на очное отделение. После окончания университета поступил в аспирантуру на кафедру теоретической физики. Защитил кандидатскую диссертацию на тему: «Мезон в поле с центральной симметрией» под руководством В. А. Фока, после чего был направлен в Псковский педагогический институт в качестве преподавателя кафедры физики.
В 1941 году был призван в армию и направлен на работу, связанную с оборонной тематикой. В 1942 году был направлен в Военно-воздушную академию в Йошкар-Оле в качестве преподавателя кафедры физики.
В 1944 году в ЛГУ защитил докторскую диссертацию по теме: «Динамические задачи теории упругости в случае изотропной сферы», оппонентами были В. И. Смирнов, В. А. Фок и С. Г. Михлин. В 1948 году по приглашению В. И. Смирнова стал преподавателем в ЛГУ (до 1962 года) и по совместительству научным сотрудником в Научно-исследовательском институте математики и механики ЛГУ. До 1962 года читал курсы лекций по математической физике и теории относительности на физическом факультете и динамической теории распространения упругих волн на математико-механическом факультете. В 1951—1958 годах руководил созданной им лабораторией динамики упругих сред в ЛГУ, основной задачей которой было сопоставление результатов сейсмических наблюдений с выводами из теории распространения сейсмических волн. Большое внимание Петрашень уделял экспериментальной проверке проводимых в лаборатории исследований.
В 1948—1957 годах был научным сотрудником Ленинградского отделения Математического института имени В. А. Стеклова АН СССР, в 1957—1976 годах был его директором, затем заведующим лабораторией. Являлся организатором семинара по математической статистике, на который пригласил в частности Ю. В. Линника. В 1961 году по инициативе Петрашеня и его коллеги В. А. Залгаллера ленинградская школа № 239 стала первой в СССР специализированной математической.
Приложил много усилий для создания Вычислительного центра АН СССР в Ленинграде.

### Семья
- Сын — физик Александр Георгиевич Петрашень (род. 1946)
- Дочь — Мария Георгиевна Самсонова (при рождении Петрашень)

## Научная деятельность
Первые работы были посвящены задаче Лэмба для однородного изотропного полупространства, дальнейшие — вычислению полей объемных и головных волн, распространяющихся в системе кусочно-однородных плоскопараллельных слоев.
В 1950-е годы занимался разработкой теории распространения упругих нестационарных процессов. В последующем занимался вопросами распространения упругих волн в плоскослоистых кусочно-однородных средах.
Заложил основу сейсмического экранирования волн высокоскоростными слоями.

### Монографии
- Петрашень Г. И., Нахамкин С. А. Продолжение волновых полей в задачах сейсморазведки. — Л.: Наука, 1973. — 170 с.
- Петрашень Г. И. Вопросы динамической теории распространения сейсмических волн. — Л.: Наука, 1978. — 221 с.
- Петрашень Г. И., Молотков Л. А., Крауклис П. В. Волны в слоисто-однородных изотропных упругих средах. — Л.: Наука, 1982. — 288 с.
- Петрашень Г. И. Распространение волн в анизотропных упругих средах. — М.: Наука, 1980. — 280 с.
- Петрашень Г. И. Распространение волновых полей сигнального типа в упругих сейсмических средах. — СПб.: Издательство СПбГУ, 2000. — 452 с.

### Мемуары
- Петрашень Г. И. Воспоминания. — СПб.: Издательство СПбГУ, 2003. — 252 с. Архивировано 3 сентября 2017 года.

## Признание
- Государственная премия СССР (1982, за цикл работ «Разработка асимптоматических методов теории распространения сейсмических волн и применение этих методов к расчёту динамических полей в геофизике»; совместно с А. С. Алексеевым, В. М. Бабичем, В. С. Булдыревым, П. В. Крауклисом, Л. А. Молотковым, И. А. Молотковым, Т. Б. Яновской)[2]
- Орден Трудового Красного Знамени